# Tondela
Tondela là một huyện thuộc tỉnh Viseu, Bồ Đào Nha. Huyện này có diện tích 371 km², dân số thời điểm năm 2001 là 31152 người.